# ローマ神話
ローマ神話（）とは、古代ローマで伝えられた神話である。そのうちローマの建国に関する部分について、歴史的事実を反映したものとして解釈した場合の詳細は王政ローマを参照のこと。

## 概要
ローマ人も、ほかのインド・ヨーロッパ語族（印欧語族）と同じく、先史時代から神話を語り継いできたと考えられている。しかし、ローマ人たちは、彼らの神話を巧妙に「歴史」や「祭儀」へと転換していったとしてこの過程をあきらかにしたのが、ジョルジュ・デュメジルである。彼はローマ初期の歴史や祭儀などとほかの印欧神話を比較検討し、ローマ人のあいだにも他の印欧語族と共通する神話があることを立証し、三機能体系の適用や、水の神の神話、やる気のない曙の女神の神話などいくつかの比較神話学的再構を主張した。デュメジルの主張のなかでとくに論争を呼んだのは、ロームルスもレムスもヌマ・ポンピリウスも、そしてサビニ人でさえ、純粋な歴史上の存在ではなく、神話の中の存在が歴史に読み替えられたか、または歴史的な存在に当てはめられたという説である。デュメジルは膨大な著作を著し、自説を裏付けるべく精力的に活動した。しかし、近年の研究の成果によって、伝説とされていたことの一部が史実と証明されており、そのため「神話の歴史化」説が疑問視されるのは不可避である。古代史研究者のあいだでは、デュメジルの説を無視するか、否定する者が多い。ただし、ギリシア神話の輸入以前からローマに独自の神話があったことは間違いない。
ローマ人は、紀元前6世紀から ギリシアの影響を受けて、ローマ古来の神々をギリシア神話の神々と同一視する、いわゆる「ギリシア語への翻訳」が行われた。その結果、下記の「主な神々」の欄に記したように、ローマ固有の神に対応するギリシアの神が決まっていったのである。さらに、ギリシア神話の物語を積極的にローマ神話へ取り入れたため、ローマ神話はギリシア神話と密接な関係を持つようになった。
紀元前3世紀末、クィントゥス・ファビウス・ピクトルが初めてギリシア語で詳細なローマの起源に関する物語『年代記』を書いた。彼以降、ローマの創建者はロームルスとされる。
アウグストゥスの時代になると、ウェルギリウスやオウィディウスらにより、ローマ神話は文学にまで昇華した。
ローマ神話の神名は、近代西洋諸語の天体名・曜日名・月名などに広くとりいれられている。

## 主な文学
- 『変身物語』（オウィディウス）
- 『アエネーイス』（ウェルギリウス）

## 主な神々
日本語では、英語発音をカタカナ表記にしたものが多く使われるため、カッコ内に一般的な他言語（主に英語）由来の呼称を併記。「...に相当」とあるのは、ギリシア神話との間で同一視されている神（「同一」「同源」という意味ではない）。

### オリュンポス十二神相当
コーンセンテース・デイーを参照。
- ユーピテル （ユピテル、英：ジュピター） - ゼウスに相当
- ユーノー （ユノ、英：ジュノー、仏：ジュノン） - ヘーラーに相当
- ミネルウァ （ミネルヴァ、ミネルバ） - アテーナーに相当
- アポロー （希：アポローン、英：アポロ） - ギリシア神話から輸入
- マールス （マルス、英：マーズ、マース） - アレースに相当
- ウェヌス （英：ヴィーナス、ビーナス、伊：ヴェーネレ、露：ヴェネラ） - アプロディーテーに相当
- メルクリウス （英：マーキュリー、仏：メルキュール） - ヘルメースに相当
- ディアーナ （ディアナ、英：ダイアナ） - アルテミスに相当
- ネプトゥーヌス （ネプトゥヌス、英：ネプチューン） - ポセイドーンに相当
- ケレース（ケレス、仏：セレス） - デーメーテールに相当
- ウゥルカーヌス （ウルカヌス、英：ヴァルカン、バルカン） - ヘーパイストスに相当
- ウェスタ （英：ヴェスタ、ベスタ） - ヘスティアーに相当

### その他
- ユースティティア（英：ジャスティス）
- ヤーヌス（英：ジェイナス）
- ウーラヌス（カエルス、英：ユーラナス、カイルス、希：ウーラノス） - ギリシア神話から輸入
- サートゥルヌス（英：サターン） - クロノスに相当
- クピードー（英：キューピッド） - エロースに相当
- アウローラ（英：オーロラ） - エーオースに相当
- バックス（英：バッカス、希：バッコス） - ディオニューソスに相当
- プルートー（希：プルートーン） - ハーデースに相当
- フォルトゥーナ（英：フォテューナ） - テュケーに相当
- スアデラ - ペイトーに相当
- プロセルピナ - ペルセポネーに相当

## 主な英雄
- アエネーアース（ギリシア神話のアイネイアース）
- レムス
- ロームルス